# ریتا مولکاهی
ریتا مولکاهی (انگلیسی: Rita Mulcahy)،(زادهٔ ۱۹۶۰، درگذشته ۱۵ می ۲۰۱۵)، کارآفرین، نویسنده و سخنران در زمینه مدیریت پروژه بود. او دز سال ۱۹۹۱ شرکت مدیریت پروژه آر ام سی را بنیان گذاشت و اولینمدیر عامل اجرایی آن بود. او در سطح بین‌المللی یک متخصص حرفه ای در ارائه تکنیکهای مدیریت پروژه، تئوری‌های پیشرفته مدیریت پروژه، مدیریت ریسک و آزمون PMP بود.